# Rubing (queijo)
Rubing é um queijo feito de leite de cabra. É de consistência dura, fresco e feito na província de Yunnan na China, pelos povos Bai e Sani.. O seu nome em Bai é youdbap, que significa "leite de cabra". É feito pela mistura de leite de cabra quente e um agente coalhante, tradicionalmente o năiténg (奶藤; lit. 'leite de cana') extraído de uma planta.
Sempre servido com pão frito e mergulhado em sal, açúcar ou pó de "Sichuan mala". Pode também ser frito com vegetais, no lugar do tofu.
Como o paneer e o queijo branco é servido fresco, livre de ácidos, não se funde, mas com aroma de leite de cabra fresco.